# One Shot 1982
One Shot 1982 - Le più belle canzoni dell'anno! è la terza raccolta di canzoni degli anni '80, pubblicata in Italia dalla Universal Music Italia srl su CD (catalogo 024 9 83014 5) nel 2005, appartenente alla serie One Shot 'aaaa', che fa parte della più vasta collana denominata One Shot.

## Descrizione
Le versioni proposte sono tutte rimasterizzazioni digitali a 24 bit delle edizioni originali. Il brano "Face to face, heart to heart" è proposto nella versione remix pubblicata nel 1991, come avvenuto nel vol. 2 della prima serie della collana.

## Tracce
Il primo è l'anno di pubblicazione del singolo, il secondo quello dell'album; altrimenti coincidono.
CD 1
1. F.R. David – Words – 3:26 (Elli Robert Fitoussi) – 1982
2. ABC – The Look of Love (part one) – 3:28 (Martin Fry, David Palmer, Stephen Singleton, Mark White) – 1982
3. The Twins – Face to Face, Heart to Heart – 4:41 (testo: Sven Dohrow – musica: Sven Dohrow, Ronny Schreinzer) – 1982
4. Kajagoogoo – Too Shy – 3:42 (testo: Limahl, Nick Beggs – musica: Kajagoogoo) – 1983
5. Captain Sensible – Wot! – 3:17 (Raymond Burns) – 1982
6. Trio – Da Da Da – 3:21 (Stephan Remmler, Gert 'Kralle' Krawinkel) – 1982
7. Phoebe Cates – Paradise – 3:54 (Lawrence Russell Brown, Joel Diamond) – 1982
8. Imagination – Music and Lights (single version) – 3:35 (Leee John, Ashley Ingram, Steve Jolley, Tony Swain) – 1982
9. Secret Service – Flash in the Night (single version) – 3:47 (testo: Ola Håkansson – musica: Tim Norell) – 1982
10. Steve Winwood – Valerie – 4:05 (Steve Winwood, Will Jennings) – 1982
11. Culture Club – Time (Clock of the Heart) – 3:41 ('Mikey' Craig, Roy Hay, Jon Moss, Boy George) – 1982, 2003
12. Toto – Africa – 4:59 (testo: David Paich, Jeff Porcaro – musica: David Paich) – 1982
13. Joe Cocker e Jennifer Warnes – Up Where We Belong (da Ufficiale e gentiluomo) – 3:51 (testo: Will Jennings – musica: Jack Nitzsche, Buffy Sainte-Marie) – 1982, 1983
14. The Alan Parsons Project – Eye in the Sky – 4:33 (Eric Woolfson, Alan Parsons) – 1982
15. Frida – I Know There's Something Going On (album version) – 5:27 (Russ Ballard) – 1982
16. Asia – Heat of the Moment – 3:49 (John Wetton, Geoffrey Downes) – 1982
17. Dexys Midnight Runners – Come On Eileen (single version) – 4:07 (Kevin Rowland, James Paterson, Kevin Adams) – 1982
18. Moving Pictures – What About Me – 3:31 (Garry Frost, Frances Swan Frost) – 1982
19. Ph.D. – I Won't Let You Down (single version) – 4:10 (Jim Diamond, Tony Hymas) – 1981

Durata totale: 75:24
CD 2
1. Grandmaster Flash and The Furious Five – The Message (single version) – 3:12 (Clifton Chase, Edward Fletcher, Melvin Glover, Sylvia Robinson) – 1982
2. Indeep – Last Night a D.J. Saved My Life (edited album version) – 4:41 (Michael Cleveland) – 1982
3. Boys Town Gang – Can't Take My Eyes Off You – 5:37 (Bob Crewe, Bob Gaudio) – 1982
4. Wham! – Young Guns (Go for It!) (album version) – 5:11 (George Michael) – 1982, 1983
5. Donna Summer – Love Is in Control (Finger on the Trigger) (album version) – 4:19 (Quincy Jones, Rod Temperton, Merria Ross) – 1982
6. The Pointer Sisters – I'm So Excited – 3:50 (The Pointer Sisters, Trevor Lawrence) – 1982
7. George Duke – Shine On – 5:13 (George Duke) – 1982
8. Shalamar – A Night to Remember (album version) – 5:00 (Nidra Sylvers Beard, Charmaine Sylvers, Dana Meyers) – 1982
9. Marvin Gaye – Sexual Healing (album version) – 4:08 (Marvin Gaye, Odell Brown, David Ritz) – 1982
10. Joe Jackson – Steppin' Out (album version) – 4:24 (Joe Jackson) – 1982
11. Bill LaBounty – Livin' It Up – 4:16 (Bill LaBounty, Barry Mann, Cynthia Weil) – 1982
12. Roxy Music – More than This (single version) – 4:10 (Bryan Ferry) – 1982
13. The Cure – Let's Go to Bed – 3:32 (testo: Robert Smith – musica: Robert Smith, Laurence Tolhurst) – 1982, 1983
14. Icehouse – Hey Little Girl – 4:19 (Iva Davies) – 1982
15. XTC – Senses Working Overtime (album version) – 4:51 (Andy Partridge) – 1982
16. The Motels – Only the Lonely – 3:15 (Martha Davis) – 1982
17. Spandau Ballet – True (album version) – 6:29 (Gary Kemp) – 1983

Durata totale: 76:27